# Paulo Macedo
Paulo Macedo, né le 28 mai 1968 à Luanda, en Angola, est un joueur et entraîneur angolais de basket-ball. Il évolue au poste de meneur. 